# Harvest Moon GBC 3
Harvest Moon GBC 3 (牧場物語GB3, Bokujō Monogatari GB3) est un jeu vidéo de rôle et de simulation de vie développé par Victor Interactive Software et édité par Natsume, sorti en 2000 sur Game Boy Color.

## Accueil
- IGN : 7/10[1]